# يزيد بن عبد الرحمن بن أبي مالك
يزيد بن عبد الرحمن بن أبي مالك الهمداني الدمشقي اسمه هانئ، قاضي دمشق، وفقيه، وله رواية للحديث النبوي.

## سيرته
يزيد بن عَبْد الرحمن بن أَبي مالك، واسمه هانئ، الهمداني الدمشقي الفقيه، قاضي دمشق، أخو الوليد بْن عَبْد الرحمن بْن أَبي مالك، ووالد خالد بْن يزيد بْن أَبي مالك. ولد سنة 60 هـ، وكان فقيهًا معاصرًا لمكحول الهذلي، ندبه عمر بن عبد العزيز ليفقّه بني نمير ويقرئهم، وولاه على صدقات بني نمير، ولاه هشام بن عبد الملك قضاء دمشق، ولمّا استخلف الوليد بن يزيد، عزله وعين بدلًا منه الحارث بن محمد الأشعري.
قال سعيد بن عبد العزيز التنوخي: «لم يكن عندنا أعلم بالقضاء من يزيد بن أبي مالك، لا مكحول ولا غيره.»، قال سعيد بن بشير: «كان صاحب كتب - يعني أنه كَانَ بليغا فِي مكاتبته -»، مَاتَ سنة 130 هـ، وهو ابن اثنتين وسبعين سنة، ودفن بدمشق. وقال الوليد بن مسلم: بقي إلى سنة 138 هـ.

## روايته للحديث النبوي
- روى عن: أنس بن مالك، وجبير بن نفير، وخالد بن معدان، وسالم بن عبد الله بن عمر بن الخطاب، وسعيد بن المسيب، وسليمان بن يسار، وشهر بن حوشب، وعبد الحميد بن عبد الرحمن بن زيد بْن الخطاب، وأبيه عَبْد الرحمن بْن أَبي مالك، وعطاء بن أبي رباح، وعلقمة بن مرثد وهو من أقرانه، وعمر بن عبد العزيز، وأبي عُبَيد اللَّه مسلم بْن مشكم، ومعاوية بن أبي سفيان وفي سماعه منه نظر، ونافع مولى ابن عمر، وواثلة بن الأسقع الليثي، وأبي إدريس الخولاني، وأبي أيوب الأنصاري مرسل.
- روى عنه: بكر بن خنيس، وابنه خالد بْن يزيد بْن أَبي مالك، وسَعِيد بْن بشير، وسعيد بن عبد العزيز التنوخي، وسعيد بن أبي عروبة، وعَبد الله بن العلاء بْن زبر، وعبد ربه بْن ميمون الأشعري، وعبد الرحمن الأوزاعي، وعبدة بْن رباح الغساني، وعمرو بن واقد.[2]
- الجرح والتعديل: سُئل أبو حاتم الرازي عنه فقال: «من فقهاء الشام وهو ثقة»، وسئل أبو زرعة الرازي عنه فأثنى عليه خيرًا، ووثّقه الدارقطني وأبو بكر البرقاني، ذكره ابن حبان في كتاب الثقات، روى له أبو داود، والنسائي، وابن ماجة.[2]